# Brug 2188
Brug 2188 is een bouwkundig kunstwerk in Amsterdam-Oost.
De vaste brug dateert uit de midden jaren tachtig. Uitvaartvereniging PC opende toen een uitvaartcentrum in de zuidoostelijke hoek van De Nieuwe Ooster. De brug geeft toegang vanaf de Zaaiersweg, hoek Middenweg tot het uitvaartcentrum. Hij is gelegen over de Molenwetering die hier dient als een soort ringwater rondom de begraafplaats om vervolgens richting oosten onder de Fré Cohenbrug en Rinus Michelsbrug door de afwatering van sportvelden te regelen. De brug is in onderhoud bij de Gemeente Amsterdam, 
2100 · 2102 · 2103 · 2105 · 2106 · 2107 · 2108 · 2109 · 2110 · 2111 · 2112 · 2113 · 2114 · 2115 · 2120 · 2121 · 2125 · 2127 · 2128 · 2129 · 2130 · 2131 · 2132 · 2133 · 2134 · 2135 · 2136 · 2137 · 2138 · 2139 · 2140 · 2141 · 2142 · 2143 · 2144 · 2145 · 2146 · 2147 · 2148 · 2149 · 2150 · 2151 · 2152 · 2153 · 2154 · 2155 · 2156 · 2157 · 2158 · 2159 · 2160 · 2161 · 2162 · 2163 · 2164 · 2165 · 2166 · 2167 · 2168 · 2169 · 2170 · 2171 · 2172 · 2173 · 2174 · 2175 · 2176 · 2178 · 2179 · 2180 · 2181 · 2182 · 2183 · 2184 · 2185 · 2186 · 2188 · 2189 · 2190 · 2191 · 2192 · 2193 · 2194 · 2195 · 2196 · 2197 · 2198 · 2199
Overige brugnummers zijn niet (meer) vergeven, behalve brug 2177, een verdwenen brug in Park Frankendael.